# Луцій Корнелій Лентул Луп
Луцій Корнелій Лентул Луп (200—126 рр. до н. е.) — політичний, державний та військовий діяч Римської республіки, консул 156 року до н. е., дипломат, красномовець.

## Життєпис
Походив з патриціанського роду Корнелієв Лентулів. Син Гней Корнелія Лентула, консула 201 року до н. е. 
У 163 році до н. е. був обраний курульним еділом, під час своєї каденції провів Мегалесійські ігри. У 162 році до н. е. увійшов до складу посольства, спрямованого до Греції й Азії для дослідження стану справ після втечі з Риму царевича Деметрія, а також для розв'язання суперечок азійських держав з галатами.
У 160 році до н. е. увійшов до колегії децемвірів священнодійств, у 159 році до н. е. став претором, на цій посаді надав послам Тібура слово у сенаті для захисту від звинувачень та спрямував їм відповідь сенату.
У 156 році до н. е. був обраний консулом разом з Гаєм Марцієм Фігулом. Після цього був намісником провінції Іллірія, а по поверненню звідти потрапив під суд за вимагання.
Виступав проти війни з Карфагеном, вступав у суперечки з цього приводу з Катоном Старшим. У 147 році до н. е. Лентул був обраний цензором. У 140 році до н. е. від імені колегії децемвірів виступав проти будівництва водопроводу на Капітолій, але не переконав сенаторів. У 130 році до н. е. Луцій Корнелій був обраний принцепсом сенату.
З того часу про подальшу долю Луція Корнелія Лентула Лупа згадок немає.

## Родина
Діти:
- Гней Корнелій Лентул